# Hamid Karzai
Hamid Karzai (Persa/Pachto: حامد کرزي; Candaar, 24 de dezembro de 1957) é um cientista político afegão, foi presidente de seu país desde 22 de dezembro de 2001 até 29 de setembro de 2014. Foi a figura política dominante no Afeganistão desde a derrubada do Talibã em 2001 até meados da década seguinte. Karzai foi o presidente da Administração Transitória do Afeganistão, de 2001 a 2004. Após a restauração da república, em 2004, eleições presidenciais foram realizadas, a qual Karzai saiu vencedor.
É considerado um líder moderado e ocupado na tarefa de reconstrução do seu país, após o período de guerra por que este passou, durante a ocupação talibã e invasão estadunidense. Teve ajuda internacional e o apoio do ex-rei do país, deposto em 1973, Maomé Zair Xá, até a sua morte nos finais de julho de 2007. Ele foi acusado por muitos de a corrupção generalizada e o ressurgimento do Talibã e a explosão do comércio de papoula.

## Biografia
Karzai nasceu em 24 de dezembro de 1957 em Candaar; é filho de Abdul Ahad Karzai, que serviu como presidente do Parlamento Afegão durante a década de 1960. Seu avô, Khair Mohammad Khan, combateu na Terceira Guerra Anglo-Afegã em 1919 e foi também vice-presidente do Senado Afegão. A família Karzai foi uma das maiores apoiadoras de Zair Xá, o último monarca afegão. Seu tio, Habibullah Karzai, ocupou o cargo de Representante Permanente do Afeganistão às Nações Unidas, tendo acompanhado seu monarca durante uma visita de estado a John F. Kennedy na década de 1960.
Hamid Karzai frequentou a Escola Primária Mahmood Hotaki, em sua cidade natal de Candaar, e também a Escola Sayed Jamaluddin Afghani, em Cabul. Em 1976, após concluir o ensino médio, viajou para a Índia em intercâmbio, sendo admitido a ingressar na Universidade Himachal Pradesh, onde graduou-se em Relações Internacionais e Ciência Política. Karzai obteve seu mestrado em 1983, apenas alguns anos após a invasão de seu país natal pela União Soviética.
Em 2002 surgiram suspeitas que antes de ser presidente do Afeganistão, teria trabalhado como assessor na empresa petrolífera Unocal, a mesma que está participando da criação do gasoduto que sairá do Mar Cáspio para a Índia através do território afegão. Estas suspeitas foram desmentidas por Hamid Karzai.

## Campanha presidencial de 2004
Quando Karzai candidatou-se em outubro de 2004, venceu em 21 das 34 províncias do país, derrotando outros 22 adversários e tornando-se o primeiro líder afegão eleito por via democrática.
Apesar de sua campanha ter sido reduzida por receio de violência e retaliações, as eleições ocorreram de forma pacífica em todo o território afegão. Após uma investigação das Nações Unidas sobre possíveis irregularidades eleitorais, o Comissão Eleitoral Nacional declarou Karzai o vencedor de facto e futuro presidente do Afeganistão, com 55.4% dos votos.
Em 7 de dezembro de 2004, Karzai foi empossado presidente do Afeganistão numa cerimônia reservada em Cabul. Muitos interpretaram a cerimônia como um importante símbolo da "nova era" em que o país ingressaria. Convidados notáveis na posse de Karzai incluíram Zair Xá, o antigo monarca afegão, três ex-presidentes dos Estados Unidos e o então vice-presidente Dick Cheney.